# Hiroki Iikura
Hiroki Iikura (飯倉 大樹?, Iikura Hiroki; Aomori, 1º giugno 1986) è un calciatore giapponese, portiere degli Yokohama F·Marinos.

## Palmarès

### Club

#### Competizioni nazionali
- Coppa dell'Imperatore: 2

Yokohama F·Marinos: 2013
Vissel Kobe: 2019
- Supercoppa del Giappone: 2

Vissel Kobe: 2020
Yokohama F·Marinos: 2023